# المسفاة الغربية (بوشر)
المسفاة الغربية منطقة سكنية تقع في ولاية بوشر، التابعة لمحافظة مسقط في سلطنة عمان. يقدر عدد سكانها بـ 423 نسمة حسب إحصاء عام 2010 التابع للمركز الوطني للإحصاء والمعلومات الحكومي. رمز المنطقة هو 10430190.

## الوصلات الخارجية
- المركز الوطني للإحصاء والمعلومات، سلطنة عمان